# KM3NeT
KM3NeT ist ein Neutrinoobservatorium mit mehreren Standorten in der Tiefsee des Mittelmeers. Der Name leitet sich ab von „Kubikkilometer(km3)-Neutrino-Teleskop“.
Im Aufbau sind derzeit zwei Teleskope. Sie liefern seit 2015 erste Daten, haben aber noch nicht ihren geplanten Endausbau und damit die volle Leistungsfähigkeit erreicht. ARCA, vor der sizilianischen Küste in einer Tiefe von 3500 Metern, beobachtet extrem hochenergetische kosmische Neutrinos mit dem Ziel, astrophysikalische Prozesse im Universum besser zu verstehen. ORCA, vor der französischen Küste in einer Tiefe von 2450 Metern, beobachtet atmosphärische Neutrinos mit dem Ziel, die Neutrino-Massenhierarchie zu bestimmen. Beide arbeiten dabei in unterschiedlicher Konfiguration mit demselben Design und Messprinzip: Sie beobachten mittels optischer Sensoren die Tscherenkow-Strahlung, die durch die Wechselwirkung der Neutrinos mit den Wassermolekülen entsteht. KM3NeT ist auf der Nordhalbkugel das Gegenstück zum IceCube Neutrino Observatory am Südpol. Beide beobachten vergleichbare Ereignisse, aber jeweils in unterschiedlichen Himmelsbereichen.

## Geschichte
2002 empfahl das High-Energy Neutrino Astronomy Panel (HENAP) der IUPAP, einen Neutrino-Detektor im Kubikkilometer-Maßstab in der nördlichen Hemisphäre zu bauen, um das im Bau befindliche IceCube-Observatorium zu ergänzen und Beobachtungen des Südhimmels und damit den Blick auf die Galaktische Ebene der Milchstraße zu ermöglichen.
2006 nahm dann das Europäische Strategieforum für Forschungsinfrastrukturen (ESFRI) KM3NeT in seine erste Roadmap auf. 2009 wurde die Design-Studie zur Entwicklung des technischen Designs abgeschlossen. Der Technical Design Report enthielt noch mehrere Technologieoptionen, über die final erst nach der teils parallel laufenden Vorbereitungsphase von 2008 bis 2012 entschieden wurde. Neben technischen Fragen mussten auch organisatorische und rechtliche Themen sowie die finanzielle Unterstützung geklärt werden. Mit einem Memorandum of Understanding wurde diese Phase formal abgeschlossen und am 29. Januar 2013 fand die konstituierende Sitzung der KM3NeT Collaboration statt.
Im April 2013 wurde ein Prototyp des optischen Moduls an die Infrastruktur des ANTARES-Neutrinoteleskops angeschlossen und ein Jahr lang erfolgreich zur Datennahme eingesetzt. Test und finales Design weiterer Komponenten folgten.
2013 startete mit KM3NeT-Phase 1 der Aufbau der Forschungsinfrastruktur an den Standorten in Frankreich und Italien. Phase 1 sah Bau und Installation erster Infrastrukturen und Detektoren vor, mit Machbarkeitsprüfung und ersten wissenschaftlichen Ergebnissen. Nachdem die unterseeischen Daten- und Stromnetzwerke vorbereitet worden waren, wurde im Dezember 2015 die erste Detektoreinheit für ARCA installiert, gefolgt im September 2017 von der ersten Detektoreinheit für ORCA.
Die Grundlage für die folgende und noch andauernde „Phase 2.0“ sind die Festlegungen, die im „Letter of intent for KM3NeT 2.0“ veröffentlicht wurden und den geplanten Aufbau beschreiben. Der weitere Aufbau erfolgt modular und ist abhängig von vorhandener Finanzierung. In einer späteren Phase sollen weitere Detektoren integriert werden und ein dritter Standort vor Griechenland ausgebaut werden.

## Messprinzip
Neutrinos sind Elementarteilchen, die lediglich der schwachen Wechselwirkung unterliegen und daher weite Strecken unbeeinflusst zurücklegen können, weil sie nicht auf elektromagnetische Felder reagieren und auch mit Materieansammlungen nur selten reagieren. Deshalb benötigt man extrem große Detektionsvolumina, um überhaupt Reaktionen beobachten zu können. KM3NeT verwendet dafür mehr als einen Kubikkilometer Meerwasser und beobachtet indirekt die durch Neutrinos ausgelösten Reaktionen. Der Einschlag von Neutrinos in die Bestandteile von Wassermolekülen erzeugt Partikelkaskaden, die Lichtblitze auslösen, die Tscherenkow-Strahlung. Diese wird über optische Sensoren gemessen. KM3NeT untersucht mit den zwei spezialisierten Teleskopen ARCA und ORCA Neutrinos aus zwei grundsätzlich verschiedenen Quellen. Kosmische Neutrinos stammen aus astrophysikalischen Quellen im Weltraum zum Beispiel Supernovae oder Gammablitze. Atmosphärische Neutrinos entstehen in der Atmosphäre durch die Wechselwirkung von Luftmolekülen mit kosmischer Strahlung.

## Technisches Design
KM3NeT arbeitet mit einem modularen Design, das einen phasenweisen Aufbau ermöglicht. Die Grundeinheit bildet ein Digital Optical Module (DOM), eine druckfeste Kugel aus Acrylglas mit einem Durchmesser von etwa einem halben Meter, in der optische Sensoren und Elektronik untergebracht sind. Die Sensoren in jedem DOM sind 31 Photomultiplier-Röhren, von denen 19 in der unteren Halbkugel platziert sind und nach unten schauen. Die übrigen 12 sind in der oberen Halbkugel und schauen nach oben. Jeweils 18 DOMs werden vertikal zu einem Messstrang angeordnet, der Detection Unit (DU). Ein Building Block besteht aus 115 solchen Strängen, die kreisförmig angeordnet werden und senkrecht im Wasser hängen. Sie sind am Boden verankert und werden von einer unterseeischen Boje straff gehalten.
Auf dem Meeresgrund wird eine Infrastruktur aus elektro-optischen Kabeln und Verteilerkästen (Junction Boxes) aufgebaut. Speziell entwickelte Steckverbinder können dabei mit ferngesteuerten Unterseerobotern konnektiert werden. Diese Infrastruktur ist über Stromzuleitungen und Breitband-Datenleitungen mit einer Landstation verbunden, die Energieanschluss, Computerfarm und eine Breitband-Internetverbindung bereitstellt. Die Datenübermittlung folgt dem All-data-to-shore-Konzept, das für ANTARES erfolgreich entwickelt wurde. Nach einer ersten Datenfilterung in der Landstation werden die Daten über das Internet in wissenschaftliche Rechenzentren in Lyon, Bologna und Süditalien weitergeleitet.

## Standorte

### KM3NeT-It: ARCA
ARCA ist ein Akronym für „Astroparticle Research with Cosmics in the Abyss“. Das Teleskop ist für die Suche nach sehr hochenergetischen, kosmischen Neutrinos im Bereich TeV-PeV optimiert. Ziel ist die Untersuchung von extrem energiereichen astrophysikalischen Vorgängen. Die Stränge sind 700 Meter lang, wobei die 18 DOMs einen senkrechten Abstand von 36 Metern haben und 80 Meter über dem Meeresgrund beginnen. Der horizontale Abstand zwischen den Strängen beträgt 90 Meter.
Das Teleskop wird in Italien, in der Tiefsee rund 80 Kilometer vor Capo Passero und rund 100 Kilometer vor Portopalo di Capo Passero (Sizilien) aufgebaut. Der Meeresgrund liegt dort in 3500 Meter Tiefe. Der Standort wurde früher vom Neutrino Mediterranean Observatory (NEMO) genutzt und wird gemeinsam mit der EMSO facility for Earth and Sea science research betrieben.
Die Landstation mit Stromversorgung und Datenanschluss liegt bei Portopalo di Capo Passero. 2008 wurde das erste elektro-optische Kabel verlegt, zwei Junction Boxes im Sommer 2015.
Ein Prototyp-Messstrang mit nur drei aktiven DOMs wurde 2014 aufgebaut und für mehr als ein Jahr betrieben. 2015 wurde die erste Detektionseinheit, ein 700 Meter langer Strang mit 18 Plexiglaskugeln, am Meeresboden verankert. Zwei weitere Stränge folgten 2016. In einer einwöchigen Seekampagne kamen 2021 weitere fünf Detektionseinheiten dazu. Außerdem wurde eine Junction Box, ein Knotenpunkt für die Stromverteilung und Datenübertragung der Detektionseinheiten, auf dem Meeresgrund installiert.
Stand Juli 2024 wird ARCA mit 28 Detektionseinheiten betrieben. Im Endausbau sind 230 Stränge (2 Building Blocks) geplant. Das Teleskop wird dann ein instrumentiertes Volumen im Kubik-Kilometer-Maßstab haben und eine Wassermenge von mehreren Giga-Tonnen umfassen.

### KM3NeT-Fr: ORCA
ORCA ist ein Akronym für „Oscillation Research with Cosmics in the Abyss“. Das Teleskop soll die Oszillation atmosphärischer Neutrinos untersuchen und die fundamentale Frage der Neutrino-Massenhierarchie klären. Es ist auf den Energiebereich von 1 bis 100 GeV optimiert. Daher sind die optischen Sensoren dichter gesetzt als bei ARCA: Die Stränge sind nur 200 Meter lang, wobei die 18 DOMs einen senkrechten Abstand von 9 Metern haben und 40 Meter über dem Meeresgrund beginnen. Der horizontale Abstand zwischen den Strängen beträgt nur 20 Meter.
Das Teleskop wird bei Frankreich, in der Tiefsee rund 40 Kilometer vor Toulon aufgebaut. Der Meeresgrund liegt dort in 2450 Meter Tiefe. Der Standort liegt etwa 10 km westlich vom früheren Standort von ANTARES, dessen Infrastruktur teils weitergenutzt wird. Die Landstation mit Stromversorgung und Datenanschluss liegt am Les Sablettes Strand bei Toulon. Ein erstes elektro-optisches Kabel wurde 2014 verlegt, die erste Junction Box 2015 gesetzt. Nach dem Abbau von ANTARES 2022 wurde das Hauptkabel für ORCA weiterverwendet. Der erste Messstrang wurde 2016 aufgebaut.
Am 15. Juni 2024 kamen weitere vier Stränge dazu, ORCA wird damit mit 23 Strängen betrieben. Der voll ausgebaute ORCA-Array soll aus einem Building Block mit 115 Strängen bestehen und wird dann eine Wassermenge von 7 Mega-Tonnen umfassen.

### KM3NeT-Gr
In einer späteren Ausbauphase soll ein weiterer Standort bei Pylos, Griechenland, dazukommen. Dort werden mehrere Stellen mit Meerestiefen zwischen 3000 und 4550 Metern untersucht.

## Wissenschaftliche Ergebnisse
Bereits in der Aufbauphase werden mit den Teleskopen wissenschaftliche Messungen durchgeführt, auch wenn die volle Leistungsfähigkeit noch nicht erreicht ist.
Am 18. Juni 2024 gab der Physiker João Coelho auf der Konferenz Neutrino 2024 bekannt, dass eine Messung auf ein kosmisches Neutrino mit horizontaler Eintrittsrichtung mit einer Energie von mehreren 10 Petaelektronenvolt hinweist, was das bisher energiereichste gemessene Neutrino wäre. Der mögliche Ursprung des Neutrinos wird noch analysiert. Ein solches Ereignis mit dem geringen bisher aktiven Detektorvolumen beobachten zu können, ist ein Glücksfall. “It’s like winning the big lottery”, kommentierte Francis Halzen, ein Principal Investigator bei IceCube. 2023 wurde ein Neutrino mit einer Energie von 220 PeV detektiert.

## Organisation und Zusammenarbeit
Die KM3NeT-Collaboration umfasst die drei Standorte KM3NeT-Fr mit dem ORCA-Detektor, KM3NeT-It mit dem ARCA-Detector und KM3NeT-Gr sowie 69 Institutionen aus 21 Ländern: Algerien (4 Institutionen), Australien (1), Belgien (2), China (1), Zypern (1), Tschechien (1), Frankreich (10), Georgien (2), Deutschland (5), Griechenland (2), Italien (11), Marokko (5), Polen (3), Rumänien (1), Slowakei (2), Südafrika (3), Spanien (5), die Niederlande (5), die Vereinigten Arabischen Emirate (2), Großbritannien (1) und die Vereinigten Staaten von Amerika (2). Aus Deutschland sind folgende Institutionen beteiligt: das Erlangen Centre for Astroparticle Physics (ECAP) und die Remeis-Sternwarte, beide gehören zur Friedrich-Alexander-Universität Erlangen-Nürnberg; die Universität Würzburg, das Max-Planck-Institut für Radioastronomie in Bonn und das Institut für Nuklearphysik der Universität Münster.
Die Collaboration wird von einem gewählten Management geleitet. Ein Resources Review Board steht dem Projekt vor. Es wird von einem International Scientific and Technical Advisory Committee beraten. KM3NeT- und ANTARES-Collaboration führen ihre Zusammenkünfte gemeinsam etwa 3- bis 4-mal pro Jahr durch.
ANTARES (Mittelmeer), IceCube (Südpol), Lake Baikal (Russland) und KM3NeT (Mittelmeer) unterzeichneten am 15. Oktober 2013 ein Memorandum of Understanding für das Global Neutrino Network (GNN).
Als Reaktion auf Russlands Überfall auf die Ukraine hat die KM3NeT-Collaboration alle institutionellen Beziehungen zu wissenschaftlichen Organisationen in Russland suspendiert.